# Jean-Charles Castelletto
Jean-Charles Victor Castelletto (født 26. januar 1995) er en fransk-camerounsk professionel fodboldspiller, som spiller for Ligue 1-klubben FC Nantes og Camerouns landshold.
Castelletto fik sin debut for Camerouns landshold i VM i fodbold 2018 kvalifikationskampen 2-2 med Zambia den 11. november 2017.
Han blev indkaldt til Camerouns trup til VM i fodbold 2022. I deres gruppespilskamp mod Serbien den 28. november 2022 scorede han sit første internationale mål.